# Szekula Mária
Szekula Mária, Kessler Hubertné (Budapest, 1908. június 29. – Budapest, 1977. március 26.) képzőművész, barlangkutató, Kessler Hubert első felesége.

## Élete
Családjáról semmit sem tudunk, ami arra enged következtetni, hogy az úri környezetbe kerülve azt nem tartotta fontosnak hangsúlyozni. A kedves, fiatal lány talán 1927-től volt aktív szereplője Kessler hegymászó és barlangi túráinak: odaadó társ a nehéz sziklafalak leküzdésekor, a barlangok feltárásában – később a kutatómunkában, a mindennapok viszontagságai között egyaránt. Nem zavarta, hogy ő csak kísérő, akinek eredményeit senki sem emeli ki, pedig hegymászó és barlangkutató teljesítményeivel kiemelkedett korának hölgyei közül.
Bár hosszú évek óta járták közösen a barlangokat és hegyeket, házasságot csak Kessler Jósvafőre költözése után, 1935-ben kötöttek. A boldogító igent november 10-én a Baradla Hangversenytermében, Marcsek János ózdi evangélikus lelkész előtt mondták ki. A nagy eseményen az aggteleki dalárda harmóniumkísérettel énekelt.
Kettőjük kapcsolatát szépen tükrözi Kisfaludi Sándornak a BETE kutatójának az a néhány sora, amit Jósvafőre látogatva, 1943-ban jegyzett naplójába. „A rádión kívül téli estéken egyetlen szórakozásuk volt, hogy sakkoztak. Úgy látszik azonban, hogy nagyon jól érzik itt magukat. Hubert saját tervei szerint építette kis házukat. Igen kedves kis villa… Szemem-szám elállt: kandalló, az emeletre vezető falépcső, modern szép bútorok, kedves kis sarkok. Majdnem olyan volt minden, ahogy én annak idején saját villámról álmodoztam… Boldogan élhetnek itt. Meg is érthetik egymást, hisz felesége annak idején a BETÉ-ben állandó túratársa és rajongója volt későbbi urának. Amint láttam, egyik tekintetben sem változott meg.”
Gyermekük nem volt, és talán igaz a történet, hogy azért nem, mert házasságuk elején, még Jósvafőn egy terhesség majdnem Mária életébe került. Ezután az egymáshoz ragaszkodás erősebb lett a gyermek utáni vágynál. Kapcsolatuknak Mária halála vetett véget.

## Munkássága
A Szemlő-hegyi-barlang feltárásakor, 1930. szeptember 28-án, mivel vékony volt ő jutott át először a „Tű fokán” és fedezte fel a Hosszú-folyosó folytatását. Fiatalon a barlangkutató társulat tagja lett, de az újjáalakult társulat életébe már csak férje munkásságán keresztül kapcsolódott be.
Képzőművész volt. Nem ismert, hogy járt-e szakiskolába, vagy önképzőként tanulta meg a festészet és a szobrászat mesterségét. Főként emberfejeket, alakokat mintázott, de készített kisplasztikákat is, gyakran állatokról és festményeket, amelyeken a természetben látottakat örökítette meg. Kessler Hubertről két szobrot mintázott, de csak a Kessler Hubert Emlékházban látható bronz fej maradt meg, a hegymászót ábrázoló csak fotóról ismert.

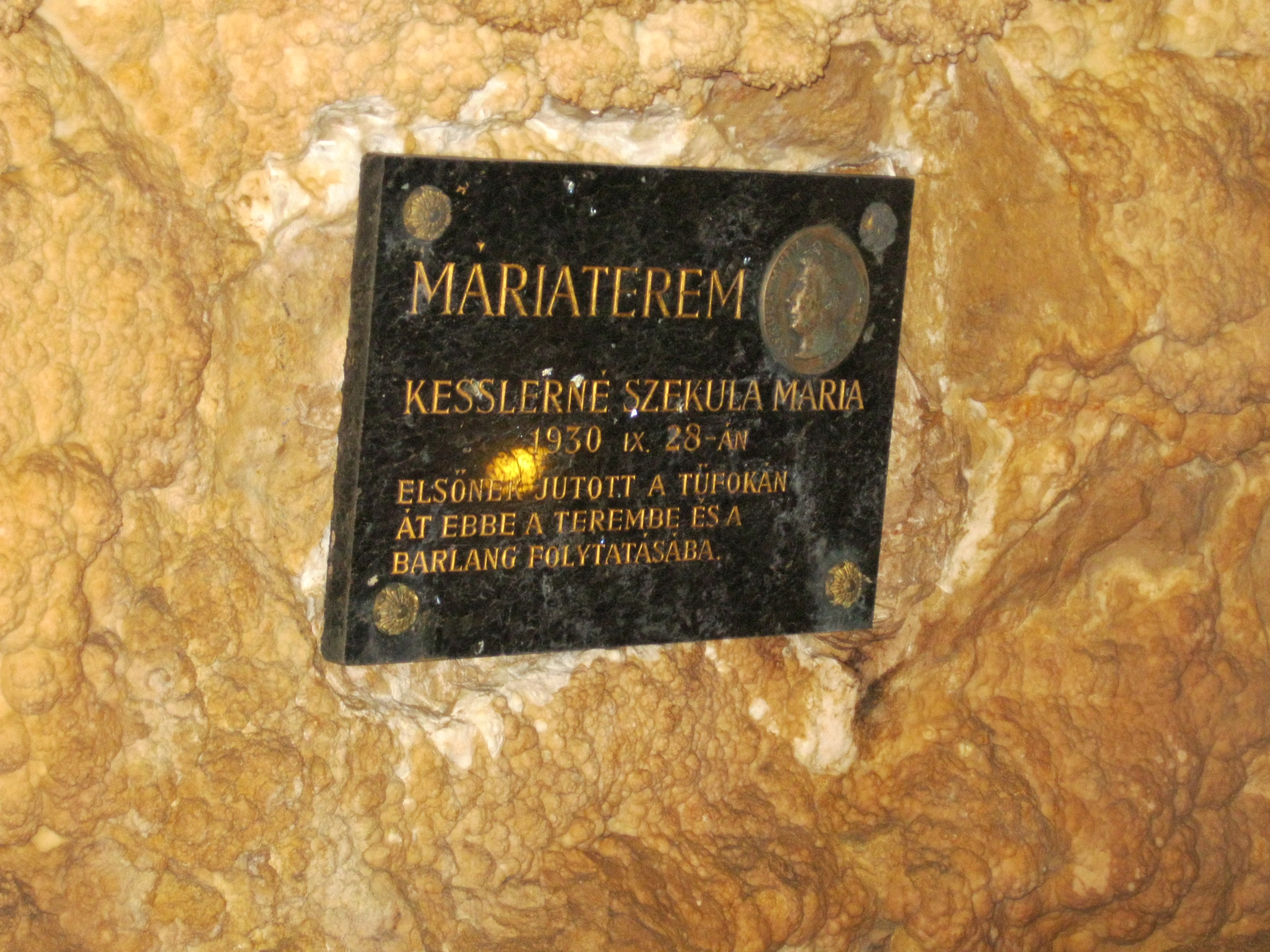
Kesslerné Szekula Mária emléktáblája a Szemlő-hegyi-barlangban

A tehetségének bizonyítékai még az emlékérmek, amelyeket tervezett, valamint az érmekhez a gipszmintákat ő készítette el:
- a Magyar Karszt- és Barlangkutató Társulat 1962-ben alapított, 90 milliméter átmérőjű, Herman Ottó-érme,
- a Kadić Ottokár-érem és
- a Vass Imre-érem.

Kadić Ottokárról készített egy 24 centiméterszer 20 centiméteres plakettet, amelynek a bronz öntvénye a Magyar Karszt- és Barlangkutató Társulat, az agyag változata pedig a Barlangtani Intézet egy-egy helyiségét díszíti.
Megmaradt festményei zömmel az Alpok szikláit, csúcsait, Erdély fenyvessel díszített hegyeit ábrázolják, egy képen pedig a Domica vizes szakaszát jelenítette meg. Szívesen foglalkozott a vas megmunkálásával: ő készítette a házuk kapuját és a szobájuk csillárját is. Az alkotásait 1951 februárjában egy XI. kerületi képzőművészeti kiállításon, majd 1952-ben az Ernst Múzeumban állították ki.

## Emlékezete
- A Szemlő-hegyi-barlangban egy termet neveztek el róla. A Mária-teremben egy emléktábla is megörökíti a nevét.
- A nevét viselte a Veress Pálné Gimnázium Szekula Mária Barlangkutató Szakosztálya